# 정태옥
정태옥(鄭泰沃, 1961년 11월 27일~)은 대한민국의 공무원 출신 정치인이다. 대한민국 제20대 국회의원을 지냈다.

## 생애

### 공무원 활동
1986년 30회 행정고시에 합격하면서 공직을 시작했다. 대구시민운동장에서 88서울올림픽조직위원회 대구축구경기본부 물자담당관보로 수습기간을 보내고, 1989년 서울한강관리사업소의 지도계장으로 부임했다.
1991년부터 서울시청 행정과 관리계장으로 있는 동안 동사무소와 구청의 민원실을 은행창구와 같이 환경개선을 하는 한편 공무원의 친절교육을 민간에 위탁하는 등 신선한 시도로 민원환경을 크게 개선하는데 기여했다. 1992년에는 동사무소 숙직제를 없애는 대신 근무자가 오전 8시부터 오후 9시까지 근무하는 13시간 민원처리제를 최초 도입했다. 서초구청 사회복지과장, 기획예산담당관을 거친 후 미국 테네시주 내쉬빌시 사회복지국에서 2년간 직무연수 거친 후 서울시청 재정기획담당관으로 발령받았다. 재정기획담당관으로 있는 동안 서울시 교통카드시스템 전면 개편 업무를 맡았고 체육청소년과장으로 있으면서 시청 앞 스케이트장 개설을 추진했다.
2008년 서울시장 이명박이 대통령에 당선되어 취임함에 따라 대통령 정무수석실 행정관으로 근무했다. 2010년에는 인천시청 기획관리실장으로 있으면서 인천광역시 부도 위기에 대응해 재정위기 극복 업무를 총괄했고 2013년 안전행정부를 거쳐 2014년 8월 29일에 대구광역시 행정부시장으로 취임했다.

### 정치 활동
2015년 9월 30일 명예퇴직을 한 뒤, 제20대 국회의원 선거 대구 북구갑 선거구에 출마했다. 컷오프된 권은희 의원과 진박 출신인 하춘수 전 대구은행장을 이기고 새누리당 경선에서 당선된 후 새누리당 후보로 대구광역시 북구 갑 선거구에 출마하여 현역 국회의원인 무소속 권은희 후보를 꺾고 당선되었다.
2016년 5월 정진석 새누리당 원내대표 체제가 출범하자 새누리당 원내부대표에 임명되었다. 같은 해 12월 정우택 원내대표 체제 하에서도 유임되었다. 이어 2017년 1월에는 원내대변인으로 임명되는 한편, 새누리당 재창당TF에 소속되었다. 새누리당이 자유한국당으로 당명을 바꾼 뒤 계속해서 원내부대표겸 원내대변인으로 활동하였다.
2018년 6월 7일 "서울 살다가 이혼하면 부천 가고 망하면 인천 간다"는 이른바 '이부망천(離富亡川)' 발언이 논란이 되자 2018년 6월 10일 자유한국당을 탈당하였다. 그러나 7개월 뒤인 2019년 1월 21일 자유한국당에 복당하였다.
21대 총선을 앞두고 무소속으로 대구광역시 북구 갑 지역구에 출마했으나, 19.92%의 득표율로 3위로 낙선하며 재선에 실패했다.

## 학력
- 대구영선초등학교 졸업
- 대구중학교 졸업
- 대륜고등학교 졸업
- 고려대학교 법과대학 법학사
- 경북대학교 행정대학원 이론행정 전공 행정학 석사 (학위논문명 : 정책집행과정에서의 재량성)
- 서울대학교 행정대학원 행정학 전공 행정학 석사 (학위논문명 : 대도시 동(洞)행정의 전환방안에 관한 연구)
- 가톨릭대학교 대학원 행정학과 행정학 박사 (학위논문명 - 경제자유구역 성과의 영향 요인에 관한 연구 : 인천경제자유구역(IFEZ) 공무원 및 투자기업 직원들의 인식조사를 중심으로)

## 경력
- 1986년: 제30회 행정고시 합격
- 1994년 3월: 서초구청 시민국 사회복지과 과장
- 1997년 11월: 서초구청 기획실 실장
- 2008년 1월: 서울특별시청 디자인서울총괄본부 디자인기획담당관 담당관, 지방서기관
- 2008년 3월~2009년 9월: 대통령실 선임행정관
- 2010년 7월~2013년 4월: 인천광역시청 기획관리실장
- 2013년 4월~2014년 5월: 안전행정부 지역발전정책관
- 2014년 5월~2014년 8월: 안전행정부 지방행정정책관
- 2014년 8월~2015년 10월: 대구광역시 행정부시장
- 2016년 5월~2017년 2월: 새누리당 원내부대표
- 2016년 5월~2020년 5월: 제20대 국회의원(대구 북구 갑)
- 2016년 6월~2018년 5월: 제20대 국회 전반기 정무위원회 위원
- 2016년 7월~2017년 6월: 제20대 국회 지방재정분권특별위원회 위원
- 2017년 1월~2017년 2월: 새누리당 원내대변인
- 2017년 2월~2017년 12월: 자유한국당원내부대표
- 2017년 2월~2017년 12월: 자유한국당 원내대변인
- 2017년 12월~2018년 6월 10일: 자유한국당 정책위원회 부의장
- 2017년 12월~2018년 6월: 자유한국당 대변인
- 2018년 1월: 제20대 국회 헌법개정 및 정치개혁특별위원회 위원
- 2018년 5월~2018년 6월: 자유한국당 6·13 지방선거 중앙선거대책위원회 대변인
- 2018년 5월 23일~2018년 6월 10일: 6.13지방선거 자유한국당 대구시당 공동선거대책위원회 유세본부 본부장
- 2018년 6월: 자유한국당 탈당
- 2018년 7월~2020년 5월: 제20대 국회 후반기 정무위원회 위원
- 2018년 10월~2019년 6월: 제20대 국회 후반기 사법개혁특별위원회 위원
- 2019년 1월: 자유한국당 복당
- 2019년 3월: 자유한국당 미세먼지특별위원회 위원
- 2019년 3월: 자유한국당 당대표 특별보좌역
- 2019년 4월: 자유한국당 정책위의장단 간사
- 2019년 6월~2019년 9월: 자유한국당 2020 경제대전환 위원회 경쟁력강화 분과위원장
- 2019년 6월~2019년 9월: 자유한국당 2020 경제대전환 위원회 총괄·비전 2020 위원
- 2019년 6월: 보수의 새길 ABC 대변인
- 2019년 7월~2020년 5월: 제20대 국회 예산결산특별위원회 위원
- 2019년 7월~2019년 8월: 제20대 국회 후반기 국회운영위원회 위원
- 2020년 1월~2020년 2월: 자유한국당 2020 총선 공약개발단 중앙당 민생정책 공약개발단 공동단장
- 2020년 3월: 미래통합당 탈당
- 2020년 9월 : 경북대학교 연구산학처 산학협력초빙교수
- 2021년 3월~2022년 3월: 경북대학교 연구산학처 교수
- 2021년 9월~2021년 11월: 국민의힘 홍준표 제20대 대통령 선거 예비후보 jp희망캠프 대구선거대책위원장
- 2022년 3월~: 경북대학교 데이터사이언스대학원 원장, 교수
- 대구광역시 지방시대위원회 위원장

## 수상
- 홍조근정훈장(2011.12.31)
- 2016 대한민국사회발전대상 정치부문대상
- 2016 NGO모니터단 선정 '국감 우수의원'

## 논란

### 인천광역시 - 부천시 비하 발언
2018년 6월 7일 자유한국당의 대변인인 정태옥의 "이혼하면 부천 가고, 망하면 인천 간다"는 이른바 이부망천(離富亡川) 발언으로 해당 지역 비하 논란이 일었다. 정태옥은 이 날 YTN의 지방선거 판세 분석 방송에 타 당 국회의원들과 동반출연해 "서울 사람들이 양천구 목동 같은데서 잘 살다가 이혼 한번 하거나 하면 부천 정도로 가고, 부천에 갔다가 살기 어려워지면 인천 중구나 남구 이런 쪽으로 간다"며 "지방에서 생활이 어려워서 올 때에 제대로 된 일자리를 가지고 오는 사람들은 서울로 온다. 그렇지만 그런 일자리를 가지지를 못하지만 지방을 떠나야 될 사람들은 인천으로 오기 때문에 실업률, 가계부채, 자살률 등이 꼴찌"라고 말했다.
이를 두고 논란이 빚어지자 정태옥은 2018년 6월 8일 대변인 사퇴를 발표했고, 하루 뒤인 6월 9일 공식 사과문을 냈다. 그는 "유정복 인천시장이 시정을 잘못 이끌어서 인천이 낙후된 게 아니라는 점을 설명하다가 의도치 않게 그 내용이 잘못 전달된 것"이라 해명했다. 2018년 6월 10일 자유한국당을 탈당하였다. 해당 발언으로 인해 정태옥은 공직선거법 위반과 명예훼손, 모욕 등의 혐의로 고발당했으나, 2018년 11월 검찰에서 무혐의 처분을 받았고 2019년 1월 21일 자유한국당에 복당했다.

## 역대 선거 결과
|  | 53.72% |

|  | 19.92% |

## 같이 보기
- 북구 갑 (대구)
- 대구 북구의 국회의원
- 대구광역시 부시장